# Cursolo-Orasso
Cursolo-Orasso ist eine frühere italienische Gemeinde in der Provinz Verbano-Cusio-Ossola (VB) in der Region Piemont. Seit dem 1. Januar 2019 gehören die beiden Ortsteile Cursolo und Orasso zur neugebildeten Kommune Valle Cannobina. 1928 wurden Cursolo und Orasso als Gemeinde zusammengelegt.

## Geographie

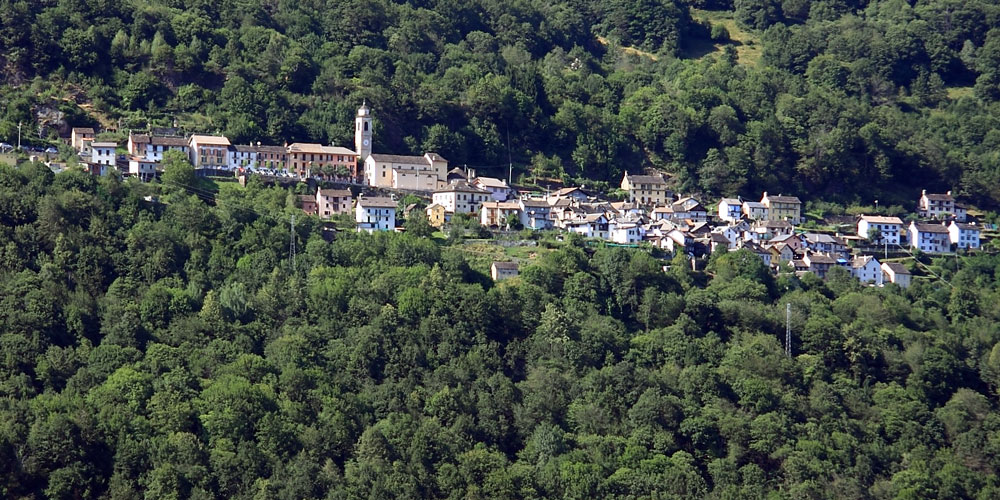
Cursolo

Cursolo und Orasso befinden sich im oberen Valle Cannobina. Ihr gemeinsames Gebiet umfasst eine Fläche von mehr als 20 Quadratkilometern und grenzt im Norden an die Schweiz. Ein Teil des Territoriums, insbesondere die Almen von Provola und Daila und der gesamte erste Abschnitt des Giessbaches Cannobino bis zur Quelle, gehört zum Nationalpark Val Grande. 

## Bevölkerung
| Jahr      | 1861 | 1871 | 1881 | 1901 | 1921 | 1931 | 1951 | 1971 | 1991 | 2001 | 2011 | 2017 |
| Einwohner | 487  | 510  | 615  | 734  | 724  | 571  | 504  | 327  | 168  | 119  | 106  | 90   |